# DN29E
De DN29E (Drum Național 29E of Nationale weg 29E) is een weg in Roemenië. Hij loopt van Stanča naar Moldavië. De weg is 3,9 kilometer lang. De weg loopt over de Stânca-Costeștidam, waar hij aansluit op de Moldavische R7.